# Bakdhauwa
Bakdhauwa (en népalais : बकधुवा) est un comité de développement villageois du Népal situé dans le district de Saptari. Au recensement de 2011, il comptait 8 365 habitants.